# Eisenbahnunfall von Fatehpur
Bei dem Eisenbahnunfall von Fatehpur entgleiste am 10. Juli 2011 der Howrah-Kalka-Express in der Nähe von Fatehpur, Uttar Pradesh, Indien. 70 Tote und mehr als 300 Verletzte waren die Folge.

## Ausgangslage
Der Howrah-Kalka-Express der Indian Railways war von Howrah nach Delhi unterwegs. Er war mit etwa 1000 Fahrgästen besetzt.

## Unfallhergang
In der Nähe von Fatehpur entgleiste der Zug gegen 12 Uhr 20 bei einer Geschwindigkeit von 108 km/h. Es entgleisten 15 Wagen des Zuges. Zunächst wurde berichtet, eine Notbremsung sei ausgelöst worden. Später wurde aber durch den Leiter der Sicherheit im Eisenbahnverkehr der Indian Railways bekannt gegeben, dass ein „Fehler im Oberbau“ ursächlich für die Entgleisung gewesen sein soll, vielleicht ein Schienenbruch.

## Folgen
Zum Einsatz kamen zwei Rettungszüge aus Kanpur und Allahabad. Außerdem waren mehr als 200 Polizisten und 100 Soldaten an der Bergungsaktion beteiligt. Ein Teil der verunglückten Wagen musste mit Schneidbrennern geöffnet werden, um eingeschlossene Fahrgäste zu befreien.